# 山繆·布魯門菲德
山繆·布魯門菲德（英語：Samuel L. Blumenfeld，1926年—2015年6月1日）是一位美國保守派作家，撰有數本探討美國教育問題的著作。布魯門菲德反對美國公立教育系統教授心理學，在新興宗教山達基教下轄組織公民人權委員會任顧問團委員。

## 生平
出生於紐約市。二戰期間參軍，參加了在義大利的戰鬥。1950年畢業於紐約市立學院。曾在法國學習。
布魯門菲德是一名堅定的反共主義者。自1960年代起，他與反共團體約翰·伯奇協會合作，曾擔任該組織刊物《American Opinion》和《The Review of the News》的作家和編輯。
1961年，布魯門菲德成立了卡坦加美國之友（American Friends of Katanga），以支持莫伊茲·沖伯及其領導下的卡坦加共和國；1960年代中期，他還在西班牙馬德里親自採訪了流亡中的沖伯。
布魯門菲德曾是閱讀改革基金會全國諮詢委員會成員，並擔任閱讀改革基金會麻薩諸塞州分會主席。
1970年代開始出書。出版有數本探討教育問題的著作，批評美國公共教育，並倡導在家自學。1984年出版的《NEA: Trojan Horse in American Education》主要在抨擊美國全國教育協會。
2015年6月1日，布魯門菲德在麻州沃爾瑟姆的家中因白血病而去世，享年89歲。遺體葬於麻薩諸塞州國家公墓。